# طلعت باکیخانف
طلعت باکیخانف (ترکی آذربایجانی: Tələt Soltan oğlu luBakıxanov; ۱۳ ژوئن ۱۹۲۷ – ۳۰ مهٔ ۲۰۰۰) موسیقی‌دان، کمانچه‌نواز و خواننده موسیقی مقامی آذربایجانی بود.

## زندگی‌نامه
طلعت باکیخانف در ۱۳ ژوئن سال ۱۹۲۷ در شهر باکو به دنیا آمد. «احمد باکیخانف»، عمویش، در تربیت او به عنوان موسیقی‌دان نقش اساسی از خود نشان داد. طلعت باکیخانف در میان سالهای ۱۹۴۷–۱۹۴۹ در کالج موسیقی تحت کنسرواتوار ملی آذربایجان درس خواند. از سال ۱۹۴۷ به تک‌نوازی در تالار دولتی فیلارمونیک آکادمیک آذربایجان شروع کرد.
طلعت باکیخانف در روز ۳۰ ماه مه سال ۲۰۰۰ در باکو درگذشت.

## فعالیت
طلعت باکیخانف نه تنها در آذربایجان، بلکه در کشورهایی همچون فرانسه، اندونزی، مالت، ایران، عراق، ترکیه و سوریه کنسرت‌هایی برگزار کرد. وی همچنین برخی خوانندگان آذربایجانی موسیقی مقامی را با کمانچه همراهی می‌کرد. در فیلم آن یکی نشد این یکی، که بر اساس اپرت کمدی موزیکال همنام نوشته شده توسط عزیر حاجی‌بیف ساخته شد، خان شوشینسکی را با کمانچه همراهی کرد. علاوه بر این، طلعت باکوخانف به عنوان نوازنده موسیقی مقامی «سه‌گاه» در کمانچه نیز شهرت داشت.
طلعت باکیخانف شرکت کننده و برنده سمپوزیوم‌های بسیاری اعم از مسابقات داخلی و بین‌المللی بود. وی در اولین و دومین سمپوزیوم بین‌المللی که در دهه‌های ۱۹۷۰ و ۱۹۸۰ در سمرقند برگزار شد، شرکت کرد و به همراه استادانی چون بهرام منصورف و عالم قاسموف قطعاتی از موسیقی مقامی آذربایجانی خواندند.

## جوایز
- هنرمند افتخاری آذربایجان شوروی - ۱۹۷۵
- مدال «جانباز کار» - ۱۹۸۰